# Ключ 195
Ключ 195 (трад. 魚, упр. 鱼, 𩵋) — ключ Канси со значением «Рыба»; один из 6-и, состоящих из 11-и черт.
В словаре Канси есть 571 символ (из 49 030), которые можно найти c этим ключом.

## История
Изначально словарь состоял из 540 идеограмм, но впоследствии был отредактирован и уменьшен (путем исправления ошибок и упразднения ненужных ключей) до классического ныне существующего списка в 214 иероглифических ключа, среди которых идеограмма 魚 в переводе с кит. — «рыба» отображала рыбу с головой, плавниками, хвостом и даже чешуёй. Это часто употребляемый иероглиф, который в современном виде используется в значениях так или иначе имеющих отношение к рыбам и земноводным.

### Древние изображения
Древние изображения современного варианта иероглифического ключа помогают понять изначальное значение, задуманное предками.

Вид в Цзягувэнь
Вид в Цзиньвэнь
Вид в большой печати Чжуаньшу
Вид в малой печати Чжуаньшу

## Значение
В современном китайском языке данный иероглифический ключ встречается часто и имеет следующие значения:
1. Общее название всех видов рыб
2. Двухглазый белый морской конёк
3. Рыбалка
4. Одна из китайских фамилий

## Порядок написания
Традиционно техника азиатской каллиграфии соблюдает следующие правила последовательности написания в порядке значимости:
1. Сверху вниз
2. Слева направо
3. Пишутся сначала горизонтальные, потом вертикальные и далее откидные черты
4. Если нижняя горизонтальная черта не пересекается вертикальной, то пишется в конце
5. При написании откидных черт сначала идёт откидная влево, затем откидная вправо
6. При наличии охватывающих черт сначала пишутся внешние, затем внутренняя часть иероглифа
7. Замыкающая черта охватывающих черт пишется в последнюю очередь
8. Вертикальная черта в центре пишется первой, если она не пересекается горизонтальными чертами
9. Правая точка всегда пишется последней

Ниже представлено изображение последовательности написания упрощённой формы ключа.

## Варианты написания
Варианты написания данного ключа отличаются в зависимости от региона.
| Традиционный вид Словарь Канси | Упрощенный вид Китай | Упрощенный вид Япония |
| ------------------------------ | -------------------- | --------------------- |
| ⿂                             | 鱼                   | 𩵋                    |

- Примечание: Ваш браузер может отображать иероглифы неправильно.

## Варианты прочтения
Данный иероглифический ключ используется в письменности Китая, Тайваня, Японии, Кореи, Вьетнама и имеет разные варианты прочтения, произношения и написания, в зависимости от региона, языка и наречий:
- кит. трад. 魚, упр. 鱼, 𩵋, пиньинь yú, юй
- яп. 魚偏, uohen, ёхен
- яп. ギョ, gyo, гё
- яп. ゴ, go, го
- яп. うお, uo, ё
- яп. さかな, sakana, сакана
- кор. 물고기 mulgogi, мыльгоги?, 어 eo, ё?

## Примеры иероглифов
В данной таблице представлен примерный список иероглифов с использованием ключа.
| Доп. черт | Иероглифы |
| --------- | --- |
| 0         | 魚 (鱼) 𩵋 |
| 1         | 䰲 |
| 2         | 䰳 魛 魜 魝 魞 |
| 3         | 䰴 䰵 䰶 魟 魠 魡 魢 𩵚 𩵜 𩵝 𩵞 |
| 4         | 䰺 䰻 䰼 䰽 䰾 䱽 䰷 䰸 䰹 魪 魫 魬 魭 魮 魯 魣 魤 魥 魦 魧 魨 魩 魰 魱 魲 魳 魴 魵 魶 魷 魸 魹 魯 龽 𩵼 𩵽 𩵾 𩵿 |
| 5         | 䰿 𩶘 鮣 䱀 䱁 䱂 䱃 䱄 䱅 䱆 䱇 䱈 䱉 魺 魻 魼 魽 魾 魿 鮊 鮋 鮌 鮍 鮎 鮏 鮀 鮁 鮂 鮃 鮄 鮅 鮆 鮇 鮈 鮉 鮐 鮑 鮒 鮓 鮔 鮕 鮖 鮗 鮘 鱸 𩶛 𩶝 𩶟 |
| 6         | 䱊 䱋 䱌 䱍 䱎 鮚 鮛 鮜 鮞 鮟 鮙 鮠 鮡 鮢 鮤 鮆 鮥 鮦 鮧 鮨 鮩 鮪 鮫 鮬 鮭 鮮 鮯 鮰 鮱 鮲 鮳 鮴 鱭 鮫 鮮 鮺 鮝 鱘 鮭 鮚 鮳 鮪 鮞 鮦 鰂 鮜 𩶪 𩷆 𩷇 𩷈 𩷉 𩷊                                                                                                 |
| 7         | 䱏 䱐 䱑 䱒 䱓 䱔 䱕 䱖 䱗 䱘 鮵 鮶 鮷 鮸 鮹 鮻 鮼 鮽 鮾 鮿 鯀 鯁 鯂 鯃 鯄 鯅 鯆 鯇 鯈 鯉 鯊 鯋 鯌 鯍 鯎 鯏 鯐 鯑 鯒 鯓 鯽 鯁 鱺 鰱 鰹 鯉 鰣 鰷 鯀 鯊 鯇 鮶 鯽 鯒 𩷕 𩷛 𩷳 𩷶                                                                               |
| 8         | 䱚 䱛 䱜 䱝 䱞 䱟 䱪 䱙 䱠 䱡 䱢 䱣 䱤 䱥 䱦 䱧 䱨 䱩 鯔 鯕 鯖 鯗 鯘 鯙 鯚 鯛 鯜 鯝 鯞 鯟 鯠 鯡 鯢 鯣 鯤 鯥 鯦 鯧 鯨 鯩 鯪 鯫 鯬 鯭 鯮 鯯 鯰 鯱 鯲 鯳 鯴 鯻 鯖 鯪 鯕 鯫 鯡 鯤 鯧 鯝 鯢 鯰 鯛 鯨 鯵 鯴 鯔 𩸭 𩸮 𩸯 𩸽 𩸄 𩸆 𩸕 𩸘 𩸰 𩸱 𩸲 𩸳 𩸴 𩸵 𩸶 𩸷 𩸸 |
| 9         | 䱫 䱬 䱭 䱮 䱯 䱰 䱱 䱲 䱳 䱴 鯶 鯷 鯸 鯹 鯺 鯼 鯾 鯿 鰀 鰊 鰋 鰌 鰍 鰎 鰏 鰁 鰚 鰛 鰂 鰃 鰄 鰅 鰆 鰇 鰈 鰉 鰐 鰑 鰔 鰕 鰖 鰗 鰘 鰙 鰠 鱝 鰈 鱨 鰛 鰃 鰓 鰐 鰍 鰒 鰉 鰁 鱂 鯿 鰠 𩹪 𩹫 𩹬 𩹭 𩹮 𩹯 𩹉 𩹤 𩹨 𩹩 𩹰                                           |
| 10        | 䱺 䱻 䱼 䱽 䱵 䱶 䱷 䱸 䱹 䲤 䱷 鰜 鰝 鰞 鰟 鰪 鰫 鰬 鰭 鰮 鰯 鰡 鰢 鰣 鰤 鰥 鰦 鰧 鰨 鰩 鰰 鰏 鰲 鰭 鰨 鰥 鰩 鰟 鰜 𩺊 𩺋 𩺌 𩹹 𩺡 𩺢 𩺣 𩺤 𩺥 𩺦 𩺧 𩺨 𩺩 𩺪 𩺬                                                                                           |
| 11        | 鱀 䱾 䱿 鱉 鰲 䲀 䲁 䲂 䲃 䲄 䲅 䲆 䲇 䲈 鰺 鰻 鰼 鰽 鰾 鰿 鰱 鰳 鰴 鰵 鰶 鰷 鰸 鰹 鱀 鱁 鱂 鱃 鱄 鱅 鱆 鱇 鱈 鰳 鰾 鱈 鰻 鰵 鱅 䲁 鰼 鷠 𩺯 𩺰 𩺱 𩺺 𩻃 𩻄 𩻐 𩻑 𩻒 𩻓 𩻔 𩻕                                                                               |
| 12        | 䲊 䲋 䲌 䲍 䲎 䲏 䲉 鱊 鱋 鱌 鱍 鱎 鱏 鱚 鱛 鱉 鱐 鱑 鱒 鱓 鱔 鱕 鱖 鱗 鱘 鱙 鱒 𩻛 𩻟 𩻩 𩻸 𩻹 𩻺 𩻻 𩼀 𩼁 |
| 13        | 䲐 䲑 䲒 䲓 䲔 䲕 鱜 鱝 鱞 鱟 鱪 鱫 鱠 鱡 鱢 鱣 鱤 鱥 鱦 鱧 鱩 鱯 鱤 鱣 𩼈 𩼢 𩼣 𩼤 |
| 14        | 䲖 䲗 䲘 鱬 鱭 鱮 鱯 鱨 鱰 𩼨 𩼰 𩼷 𩼸 𩼧 |
| 15        | 䲙 鱱 鱲 鱳 鱴 鱵 鱶 𩽊 𩽋 𩽉 |
| 16        | 䲚 䲛 鱷 鱸 𩽖 𩽗 |
| 17        | 𩽤 𩽥 |
| 18        | 鱹 |
| 19        | 鱺 |
| 21        | 𩽸 |
| 22        | 鱻 |
| 33        | 䲜 |

- Примечание: Ваш браузер может отображать иероглифы неправильно.